# 39 Very much
『39 Very much』（サンキュー・ヴェリー・マッチ）は、KinKi Kidsのベスト・アルバム。

## 解説
KinKi Kids名義としては、最後の作品となった。
CDは4枚組となり、DISC1・2は、2025年1月6日より1月31日まで行われたファン投票にて選ばれた上位20曲を2枚のディスクに収録。DISC3はメンバー2人が選んだ12曲を収録。DISC4は、デビューから現在まで縁のあるアーティストが参加した、新曲を含む7曲を収録。DISC1から4の収録曲、合計39曲収録されている。この39曲収録は、2007年に発売したベスト・アルバム『39』と同じ収録曲数となった。
また、2025年1月12日・13日に東京ドームで行われたコンサート『KinKi Kids Concert 2024-2025 DOMOTO』のDVDとBlu-rayも収録されている。
本アルバムは、STARTO社の通信販売サイト『ファミクラストア』にて、3月14日11時から31日23時59分までの完全受注制にて予約を受け付けた。

## 仕様
- KinKi Kids 39 BOX
- リリックブック上製本
- 初回スペシャルパッケージ
- 「KinKi Kids PREMIUM charm accessories SET」同梱
- 全コンテンツ日本語字幕付き
BOXサイズ：約W203×H293×D60mm
原産国：中国
  - プレート：亜鉛合金+24Kメッキ
  - キーホルダー・チャーム
    - 本体部分：亜鉛合金+24Kメッキ
    - カニカン：同+24Kメッキ
    - 丸カン：鉄+24Kメッキ

  - BOX
    - 本体部分：PU合皮、亜鉛合金＋24Kメッキ
    - 芯材：EVA、MDF、ポリエステル
    - スリーブ：紙

## 規格品番
Blu-ray盤（4CD+3Blu-ray+特典グッズ）
- CD
  - DISC1：LCCT-0079
  - DISC2：LCCT-0080
  - DISC3：LCCT-0081
  - DISC4：LCCT-0082

- Blu-ray
  - DISC1：LCCT-0083
  - DISC2：LCCT-0084
  - DISC3：LCCT-0085

DVD盤（4CD+3DVD+特典グッズ）
- CD
  - DISC1：LCCT-0086
  - DISC2：LCCT-0087
  - DISC3：LCCT-0088
  - DISC4：LCCT-0089

- DVD
  - DISC1：LCCT-0090
  - DISC2：LCCT-0091
  - DISC3：LCCT-0092

## 収録曲

### CD

#### DISC1：Your Favorite1
1. 愛のかたまり
作詞：堂本剛、作曲：堂本光一、編曲：吉田建
13thシングル『Hey! みんな元気かい?』カップリング曲。
2. KinKi Kids forever
作詞・作曲・編曲：Jonas Seed、日本語詞：尾上一平
4thアルバム『D album』収録曲。
3. Topaz Love
作詞：堂本剛、作曲：堂本光一、編曲：堂島孝平 、ストリングスアレンジ：堂島孝平・sugarbeans
39thシングル。
4. Anniversary
作詞： Satomi、作曲：織田哲郎、編曲：家原正樹
20thシングル。
5. 銀色 暗号
作詞：堂本剛、作曲：堂本光一、編曲：吉田建
10thアルバム『Ø』収録曲。
6. Amazing Love
作詞：KinKi Kids、作曲・編曲：山下達郎、ストリングスアレンジ：室屋光一郎
45thシングル。
7. 雪白の月
作詞：Satomi、作曲：松本良喜、編曲：十川知司
22ndシングル『SNOW! SNOW! SNOW!』通常盤カップリング曲。
8. 硝子の少年
作詞：松本隆、作曲・編曲：山下達郎
1stシングル。
9. 恋涙
作詞：堂本剛、作曲：堂本光一、編曲：石塚知生
8thアルバム『H album -H・A・N・D-』収録曲。
10. スワンソング
作詞：松本隆、作曲：瀬川浩平、編曲：ha-j、ストリングスアレンジ：佐藤泰将、コーラスアレンジ：松下誠
29thシングル。

#### DISC2：Your Favorite2
1. ボクの背中には羽根がある
作詞：松本隆、作曲：織田哲郎、編曲：家原正樹
11thシングル。
2. なんねんたっても
作詞・作曲：堂島孝平、編曲：Jan Anderson・Peter Heden、コーラスアレンジ：堂島孝平
15thアルバム『N album』収録曲。
3. このまま手をつないで
作詞：松本隆、作曲：馬飼野康二、編曲：CHOKKAKU、コーラスアレンジ：松下誠
2ndアルバム『B album』収録曲。
4. 薔薇と太陽
作詞・作曲：吉井和哉、編曲：船山基紀
36thシングル。
5. FRIENDS
作詞：森浩美、作曲：羽場仁志、編曲：船山基紀
1stアルバム『A album』収録曲。
6. まけたらアカン
作詞：KinKi Kids、作曲：小森田実、編曲：CHOKKAKU
映像作品『KinKi Kids'97 LAWSON PRESENTS』・『KinKi you DVD』収録曲、初CD化作品。
7. Kissからはじまるミステリー
作詞：松本隆、作曲・編曲：山下達郎
1stアルバム『A album』収録曲。
8. フラワー
作詞：HΛL、作曲：HΛL・音妃、編曲：船山基紀、コーラスアレンジ：松下誠
7thシングル。
9. 雨のMelody
作詞：康珍化、作曲：武藤敏史・坂井秀陽、編曲：有賀啓雄
8thシングル。
10. 薄荷キャンディー
作詞：松本隆、作曲・編曲：Fredrik Hult・Ola Larsson・Öystein Grindheim・Henning Hartung、コーラスアレンジ：三谷泰弘
18thシングル。

#### DISC3：KinKi Kids Favorite
1. The Red Light
作詞：久保田利伸・森大輔、作曲：久保田利伸、編曲：森大輔
38thシングル。
2. Want You
作詞：木村友威・和田昌哉、作曲・編曲：和田昌哉
14thアルバム『M album』収録曲。
3. Bonnie Butterfly
作詞・作曲：井手コウジ、編曲：米光亮、井手コウジ
7thアルバム『G album -24/7-』収録曲。
4. 陽炎 〜Kagiroi
作詞：堂本剛、作曲：堂本剛・堂島孝平、編曲：十川ともじ
15thアルバム『N album』収録曲。
5. Time
作詞：U-Key zone・mikula、作曲・編曲：U-Key zone、ストリングスアレンジ：Simon Hale
31stシングル。
6. Glorious Days 〜ただ道を探してる
作詞：松井五郎、作曲・編曲：U-Key zone
通信販売限定シングル、14thアルバム『M album』収録曲。
7. 世界中を I LOVE YOU
作詞：堂本剛、作曲：Funk Uchino・Gigi・Ryota Nakai、編曲：斉藤伸也（ONIGAWARA）、コーラスアレンジ：Ko-saku
47thシングル『シュレーディンガー』通常盤カップリング曲。
8. Fall Dance
作詞・作曲：成海カズト、編曲：成海カズト・長田直之
36thシングル『薔薇と太陽』通常盤カップリング曲。
9. 月光
作詞：浅田信一、作曲：飯田建彦、編曲：ha-j
5thアルバム『E album』収録曲。
10. X-day
作詞・作曲：堂島孝平、編曲：炭竃智弘、堂島孝平
17thアルバム『P album』収録曲。
11. シュレーディンガー
作詞：山崎あおい、作曲：U-Key zone、編曲：堂島孝平、sugerbeans、U-key zone
47thシングル。
12. 新しい時代
作詞：堂本剛、作曲：マシコタツロウ、編曲：吉田建、ストリングスアレンジ：佐藤泰将
16thアルバム『O album』収録曲。

#### DISC4：Special Thanks -7/21 Anniversary-
1. Flash
作詞：iri、作曲：久保田利伸、編曲：CHOKKAKU
2. レモネード
作詞：miwaflower、作曲・編曲：Josef Melin、コーラスアレンジ：Ko-saku
3. El Palaiso
作詞：EMI K.Lynn、作曲・編曲：U-Key zone
4. Sunset Alone
作詞・作曲・編曲：堂島孝平
5. Calling You
作詞：Atsushi Shimada、MiNE、作曲：Christofer Erixon・Josef Melin、編曲：Josef Melin、コーラスアレンジ：Ko-saku
6. 僕は行く!
作詞・作曲：吉田拓郎、編曲：武部聡志[注釈 2]
7. Amazing Love 〜Magical Shymphony
作詞：KinKi Kids、作曲：山下達郎、編曲：服部隆之

### Blu-ray/DVD

#### DISC1〜2：KinKi Kids Concert 2024-2025 DOMOTO
1. Overture
2. 硝子の少年
3. 愛されるより 愛したい
4. ボクの背中には羽根がある
5. Anniversary
MC
6. シュレーディンガー
7. もう君以外愛せない
8. 新しい時代
9. 陽炎 〜Kagiroi
10. カナシミ ブルー
ShortMC
11. ジェットコースター・ロマンス
12. Amazing Love
MC
13. Kissからはじまるミステリー
INTER
14. スワンソング
15. 恋涙
16. Topaz Love
17. 銀色 暗号
18. The Story of Us
19. 愛のかたまり
CHASER
20. このまま手をつないで
21. フラワー
22. 硝子の少年

●SPECIAL REEL：覚えてない曲やってみよう！Collection
- キラメキニシス
- ウタカタ
- In My Heart

#### DISC3：SPECIAL REEL
- MC Collection
- KinKi Kids YouTube生配信 @KYOCERA DOME OSAKA

## ファンの人気投票結果
投票結果は、KinKi Kids公式Xにて発表された。21位以下で(3)の表記がある曲は、DISC3収録曲。(Y)、(K)、(T)は、ベスト・アルバム『39』収録曲（(Y)は「YOUR FAVORITE」、(K)は「KOICHI'S FAVORITE」、(T)は「TSUYOSHI'S FAVORITE」）。
- 1位　愛のかたまり (Y)
- 2位　KinKi Kids forever
- 3位　Topaz Love
- 4位　Anniversary (Y)
- 5位　銀色 暗号
- 6位　Amazing Love
- 7位　雪白の月 (Y)
- 8位　硝子の少年 (Y)
- 9位　恋涙 (Y)
- 10位　スワンソング
- 11位　ボクの背中には羽根がある (Y)
- 12位　なんねんたっても
- 13位　このまま手をつないで (K)
- 14位　薔薇と太陽
- 15位　FRIENDS
- 16位　まけたらアカン
- 17位　Kissからはじまるミステリー (K)
- 18位　フラワー (K)
- 19位　雨のMelody (Y)
- 20位　薄荷キャンディー (Y)
- 21位　陽炎 〜Kagiroi (3)
- 22位　The Story of Us
- 23位　Love is..〜いつもそこに君がいたから〜 (Y)
- 24位　solitude 〜真実のサヨナラ〜
- 25位　Bonnie Butterfly (3) (K)
- 26位　青の時代 (T)
- 27位　愛されるより 愛したい
- 28位　to Heart (T)
- 29位　もう君以外愛せない
- 30位　カナシミ ブルー (T)
- 31位　会いたいよ
- 32位　星見ル振リ
- 33位　欲望のレイン
- 34位　KinKi Kids forever (English version) (T)
- 35位　月光 (3) (Y)
- 36位　Misty
- 37位　新しい時代 (3)
- 38位　Harmony of December (K)
- 39位　Next to you